# Discestra chunka
Discestra chunka är en fjärilsart som beskrevs av Smith 1910. Discestra chunka ingår i släktet Discestra och familjen nattflyn. Inga underarter finns listade i Catalogue of Life.